# Mount Vernon (Indiana)
Mount Vernon (también, Mt Vernon) es una ciudad situada en el condado de Posey, Indiana, Estados Unidos. Tiene una población estimada, a mediados de 2022, de 6383 habitantes.
Es la sede del condado. 

## Geografía
La localidad está ubicada en las coordenadas 37°56′13″N 87°53′45″O / 37.93694, -87.89583 (37.936988, -87.895861). Según la Oficina del Censo de los Estados Unidos, tiene una superficie total de 7.56 km², de la cual 7.45 km² corresponden a tierra firme y 0.11 km² están cubiertos de agua.

## Demografía
Según el censo de 2020, en ese momento la ciudad tenía una población de 6493 habitantes. La densidad de población era de 871.54 hab./km². El 90.33% de los habitantes eran blancos, el 2.11% eran afroamericanos, el 0.15% eran amerindios, el 0.57% eran asiáticos, el 1.06% eran de otras razas y el 5.78% eran de una mezcla de razas. Del total de la población, el 2.82% eran hispanos o latinos de cualquier raza.